# کارل باروفکا
کارل باروفکا (انگلیسی: Karl Barufka; ۱۵ مهٔ ۱۹۲۱ – ۴ آوریل ۱۹۹۹) بازیکن فوتبال سابق اهل آلمان بود که در پست هافبک بازی می‌کرد.
از باشگاه‌هایی که در آن بازی کرده‌است می‌توان به باشگاه فوتبال شالکه ۰۴ و باشگاه فوتبال اشتوتگارت اشاره کرد.
وی همچنین در تیم ملی فوتبال آلمان بازی کرده‌است.